# Monastère Saint-Antoine
Ne doit pas être confondu avec Monastère Saint-Antoine (Basse-Terre).

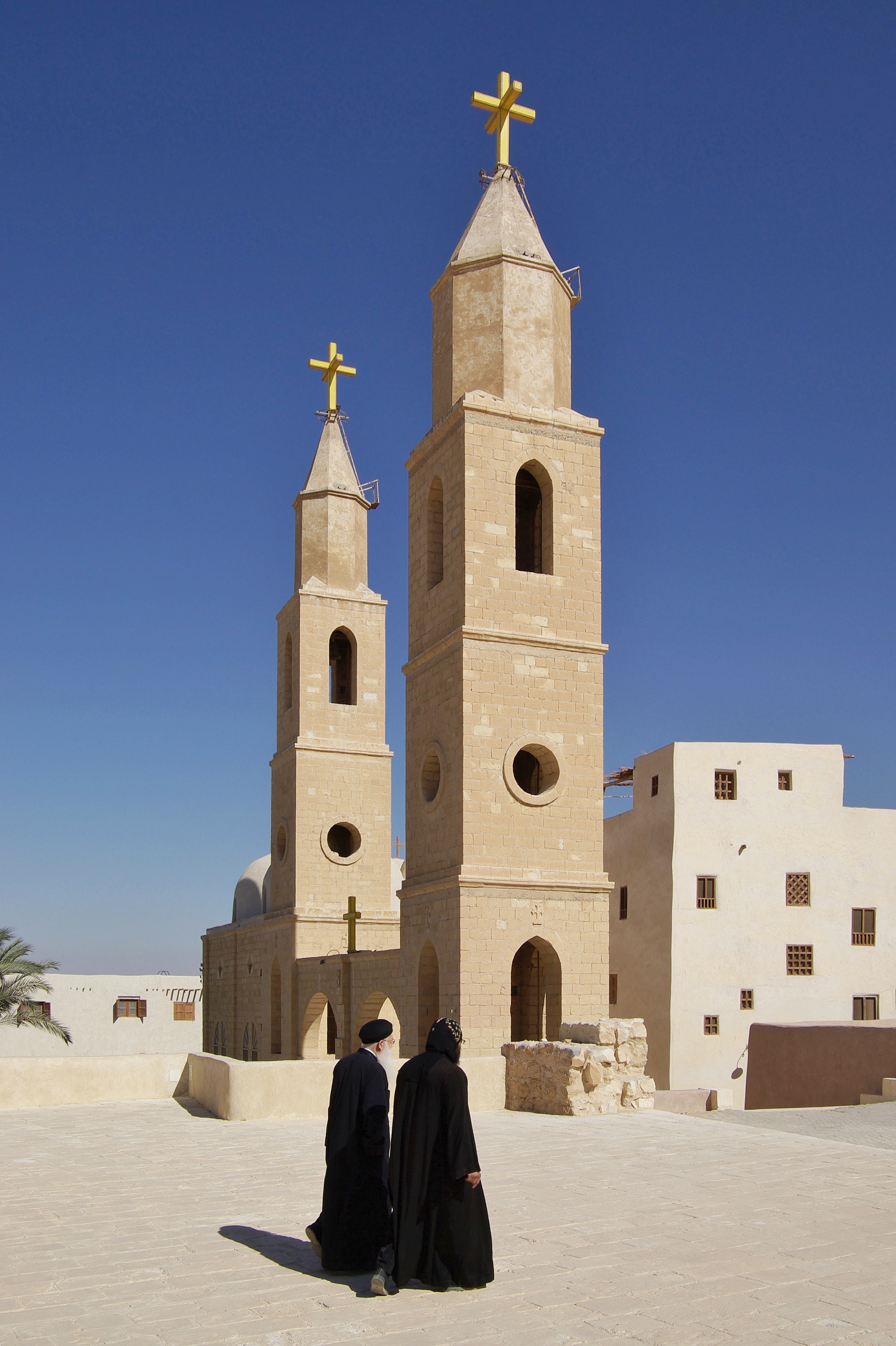
Le monastère Saint-Antoine.

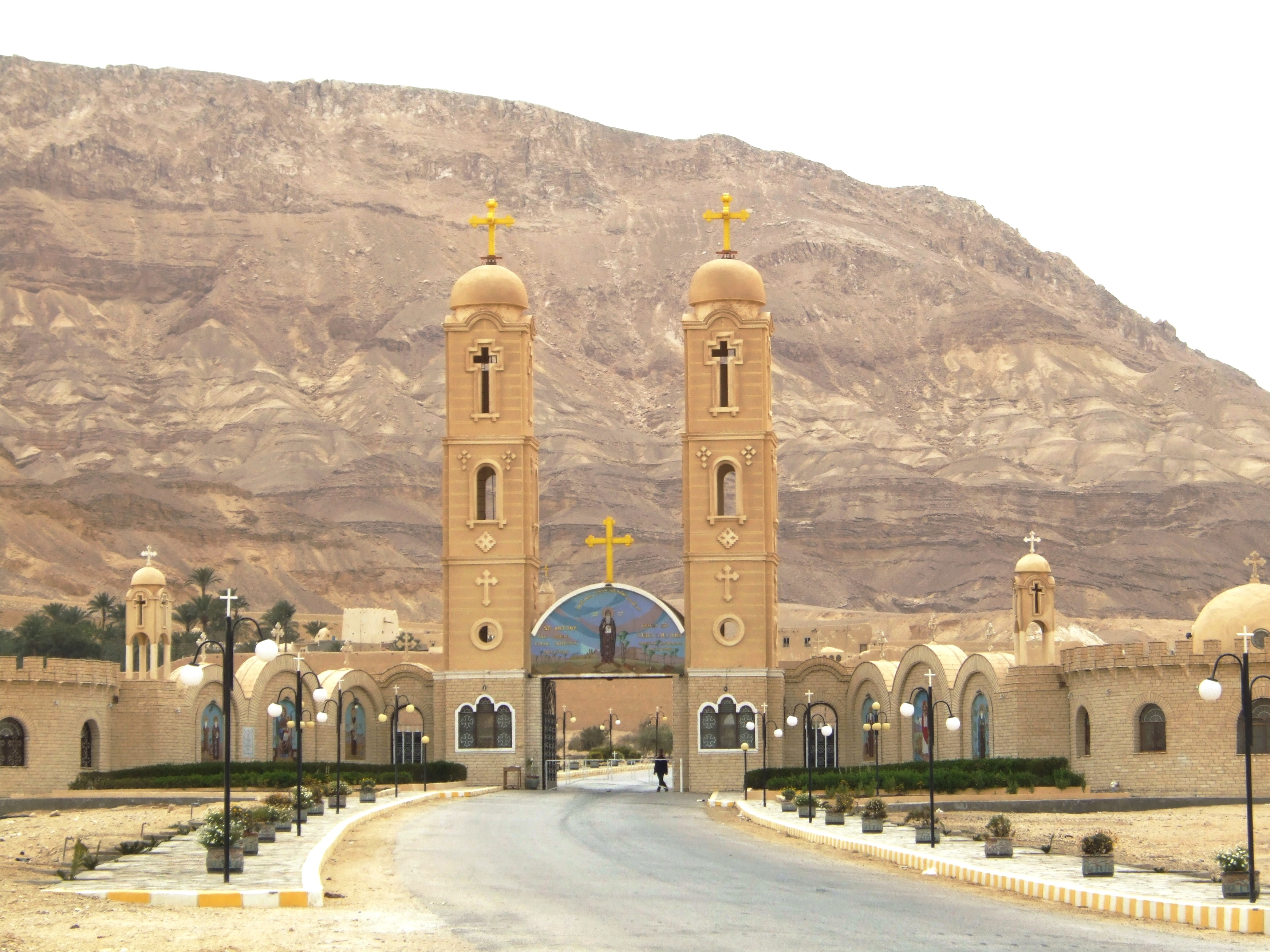
L'entrée du monastère Saint-Antoine.

Le monastère Saint-Antoine ou Deir Mar Antonios est un important monastère copte orthodoxe situé à environ 155 km au sud-est du Caire en Égypte, dans la région montagneuse proche du golfe de Suez (qui est se trouve à une trentaine de kilomètres) au pied du mont Qulzum.

## Histoire
Fondé par les disciples de saint Antoine le Grand au IVe siècle (peut-être en 356 juste après la mort du saint), il est considéré, avec le monastère Saint-Paul, son voisin comme le plus ancien monastère chrétien du monde.
Saint Antoine s’est retiré dans les montagnes à la fin du IIIe siècle pour vivre en solitaire. À sa mort, ses disciples ont construit le monastère à son nom. C'est entre 1231 et 1299 que l'on y copie ou compose le plus de manuscrits. Depuis le XVIe siècle, des moines ont occupé le monastère sans interruption. 
Il est restauré entre 2002 à 2010.

## Patrimoine artistique
- l'ancienne église Saint-Antoine (IVe siècle)
- l'église Saint-Marc l'ascétique (XVe siècle)
- la nouvelle église Saint-Antoine et Saint-Paul (1936)